# Mathieu Claude
Mathieu Claude (Niort, 17 de marzo de 1983) es un ciclista francés ya retirado. Debutó en 2005 y una caída en el SEB Tartu GP de 2012, le obligó a poner fin a su carrera deportiva al término de esa temporada.

## Palmarés
2003
- La Côte Picarde
- París-Tours sub-23

2004
- 1 etapa de la Boucles de la Mayenne

## Resultados en Grandes Vueltas
| Carrera | Carrera         | 2005  | 2006 | 2007 | 2008 | 2009 | 2010 | 2011 | 2012 |
| ------- | --------------- | ----- | ---- | ---- | ---- | ---- | ---- | ---- | ---- |
|         | Giro de Italia  | 147.º | ―    | —    | —    | ―    | Ab.  | ―    | —    |
|         | Tour de Francia | ―     | ―    | ―    | ―    | ―    | ―    | ―    | ―    |
|         | Vuelta a España | ―     | Ab.  | Ab.  | ―    | ―    | ―    | ―    | ―    |

―: no participa

Ab.: abandono